# English River (Lake Melville)
Der English River ist ein etwa 75 km langer Zufluss des Lake Melville im Süden der Labrador-Halbinsel in der kanadischen Provinz Neufundland und Labrador.

## Flusslauf
Der English River hat seinen Ursprung in einem namenlosen 470 m hoch gelegenen See, der am Ostrand der Mealy Mountains liegt. Weiter südlich verläuft der North River. Der English River fließt entlang der Ostflanke des Gebirges in überwiegend nordnordwestlicher Richtung. Am Oberlauf durchquert er mehrere Seen. Zwischen den Flusskilometern 48 und 45 durchfließt der English River den See Mishta-nipi. Dieser wird auch von einem namenlosen Zufluss gespeist, der mehrere zentral in den Mealy Mountains gelegene Seen entwässert. Unterhalb des Sees liegen die Pastien Rapids am Flusslauf. Im Mittellauf weist der English River mehrere Flussverbreiterungen mit dazwischen liegenden Stromschnellen auf. Unterhalb der Long Steady, einer 10,5 km langen Flussverbreiterung mit geringem Gefälle, fällt der English River auf einer Strecke von 11 km etwa 120 m hinab zum Lake Melville. An diesem Flussabschnitt befinden sich zahlreiche Stromschnellen, darunter die Marks Rapids. 5 km oberhalb der Mündung trifft ein größerer namenloser Nebenfluss, der im Oberlauf den Namen Lochan River trägt, von links auf den English River. Die Flussmündung des English River liegt am östlichen Südufer des Lake Melville, 43 km südwestlich von Rigolet. Das Einzugsgebiet des English River umfasst 640 km². Dazu gehört der nordöstliche Teil der Mealy Mountains. Bis auf die unteren drei Flusskilometer befindet sich der Flusslauf innerhalb des Akami-Uapishkᵁ-KakKasuak-Mealy-Mountains-Nationalparks.

## Flussfauna
Bei Flusskilometer 1,6 befindet sich ein 6,1 m hoher vertikaler Wasserfall, der eine Fischwanderung flussaufwärts verhindert. Unterhalb dieses Wasserfalls kommen Atlantischer Lachs, Bachsaibling, Catostomus catostomus (longnose sucker) und Prosopium cylindraceum (round whitefish) vor.